# Król Maciuś na wyspie bezludnej
Król Maciuś na wyspie bezludnej – powieść Janusza Korczaka, wydana w 1923.
Kontynuacja powieści Król Maciuś Pierwszy. Została przetłumaczona na angielski w 1990 roku. W 2009 została przetłumaczona na esperanto przez Tomasza Chmielika.